# The Blues and the Abstract Truth
The Blues and the Abstract Truth é um álbum de estúdio do saxofonista estadunidense Oliver Nelson, gravado em fevereiro de 1961. É considerado o disco mais bem-sucedido do músico, tendo participado de sua feitura artistas notáveis como Freddie Hubbard, Eric Dolphy, Bill Evans, Paul Chambers e Roy Haynes. O saxofonista barítono George Barrow não fez solos, mas permaneceu enquanto figura chave das vocalizações sutis dos arranjos de Nelson.

## Alinhamento de faixas
Todas as faixas compostas por Nelson.
1. "Stolen Moments" – 8:46
2. "Hoe-Down" – 4:43
3. "Cascades" – 5:32
4. "Yearnin'" – 6:24
5. "Butch and Butch" – 4:35
6. "Teenie's Blues" – 6:33